# Eucriotettix dyscheres
Eucriotettix dyscheres is een rechtvleugelig insect uit de familie doornsprinkhanen (Tetrigidae). De wetenschappelijke naam van deze soort is voor het eerst geldig gepubliceerd in 1939 door Günther.